# 雷亞峰
雷亞峰是南極洲的山峰，位於南設得蘭群島的喬治王島中部，處於羅斯峰東北面3.7公里和霍普弗爾山西北面2.8公里，海拔高度590米，現時由南極條約體系管理。
62°1′S 58°9′W / 62.017°S 58.150°W